# 김선욱 (1952년)
김선욱(金善旭, 1952년~)은 대한민국 이화여자대학교 14대 총장이며, 제5대 포스코청암재단 이사장이다. 계성여고(현 계성고) 재학시절 학생회장에 이어 이화여대 법학과에 수석 입학한 뒤 3학년 때인 1973년 총학생회장을 맡아 유신 반대 시위를 이끌었다. 88년 독일 콘스탄츠대에서 행정법 박사 학위를 받았으며 95년부터 이화여대 법대 교수로 재직했다. 2005년 1월~2007년 4월 최초의 여성 법제처장(장관급)을 역임했고, 한국독일동문네트워크 아데코(ADeKo) 회장을 맡고 있다. 지난해 9월 모교인 이화여대의 제14대 총장에 취임했으며 부드러운 카리스마를 지녔다는 평. 산행(山行)을 즐긴다.

## 학력
- 계성여자고등학교
- ~ 1975 : 이화여자대학교 법학 학사
- ~ 1977 : 이화여자대학교 대학원 법학 석사
- ~ 1988 : 콘스탄츠대학교 대학원 법학 박사

## 경력
- 2018.11 ~ 제5대 포스코청암재단 이사장
- 삼성전자 지속가능경영위원회 위원
- 삼성전자 내부거래위원회 위원장
- 삼성전자 감사위원회 위원
- 2018.03 ~ 2023.03 삼성전자 사외이사
- 2018 ~ 이화여자대학교 법학전문대학원 명예교수
- 2017 국회 헌법개정특별위원회 자문위원회 공동위원장
- 2014 ~ 2015 독일 베를린자유대학교 동아시아대학원 (GEAS) 초빙교수
- 2012.04 ~ 2013.04 제9기 법무부 정책위원회 위원장
- 2012 ~ 2016 한독포럼 공동대표
- 2011.01 ~ 2014.12 한국독일동문네트워크 이사장
- 2011 ~ 2013 헌법재판소 자문위원회 위원
- 2010.08 ~ 2014.07 제14대 이화여자대학교 총장
- ~ 2018.02 이화여자대학교 법학전문대학원 교수
- 2008.12 ~ 2010 교육과학기술부 법학교육위원회 위원
- 2008.02 ~ 2009.03 한국젠더법학회 회장
- 2007.11 ~ 2009.11 국가인권위원회 정책자문위원회 위원장
- 2005.01 ~ 2007.04 제26대 대한민국 법제처 처장
- 2003.07 ~ 2004.06 한국공법학회 부회장
- 2001.08 ~ 2003.07 이화여자대학교 한국여성연구원 원장
- 1996.09 이화여자대학교 법과대학 법학과 부교수
- 1995.09 ~ 1996.08 이화여자대학교 법과대학 법학과 조교수